# 國立新化高級工業職業學校
國立新化高級工業職業學校，簡稱新化高工、新工，是一所位於中華民國臺灣臺南市的技術型高級中等學校。學校原名「台南州立新化農業補習學校」，創立於1915年。

## 沿革
- 1926年4月，創立台南州立新化農業補習學校，最初借用部分新化公學校（今 新化國小）的教室。
- 1931年2月，改稱台南州立新化農業專修學校。
- 1934年4月，增設專修科。7月，學校遷入原糖業試驗場現址。[1]
- 1946年，改制臺南縣立新化第一初級農業職業學校。
- 1949年，改制臺南縣立新化初級農業職業學校。
- 1958年，試辦五年制農校。
- 1960年，正式成立五年一貫制農校，改校名為臺南縣立新化農業職業學校。
- 1969年，改制為臺灣省立新化高級農業職業學校。
- 1970年，改名為臺灣省立新化高級農工職業學校。
- 1979年，試辦附設高級農工補校。
- 1980年，停招農科。
- 1982年，改名為臺灣省立新化高級工業職業學校。
- 2000年，因應精省，改為國立新化高級工業職業學校。
- 2004年，8月增設綜合高中科。
- 2008年，增設實用技能學程裝潢技術科。
- 2016年，停辦綜合高中學程，回復工業類職科，並新增商業類資料處理科。
- 2021年，8月回復製圖科招生。

## 科別
96學年度增招「綜合職能科」，以服務職能為主，工業職能為輔，協助學區內身心障礙學生就近求學之機會，將實用技能學程「裝潢技術科」調整為日間上課，並於99學年度調整為「營造技術科」，進修學校增設「資料處理科」一班，102學年度因應少子女化趨勢，進修學校停招「資料處理科」，續招「電子科」，持續協助弱勢學生完成高中職學業。配合十二年國民基本教育之推動，讓職業類科傾向明確之學生依其興趣性向就讀高職相關科系，本校自105學年度停辦綜合高中，將學校全部科班轉型成為職業類科，招生科別計有資訊科、電子科、電機科、機械科、建築科、化工科及資料處理科等七科8班；110學年度起恢復製圖科招生。
- 資訊科
- 電子科
- 電機科
- 建築科
- 機械科
- 製圖科
- 資料處理科
- 化工科
- 實用技能學程-水電科
- 實用技能學程-電腦繪圖科
- 實用技能學程-營造科
- 特殊教育-綜合職能科

- 夜間進修部:電子科

## 歷任校長
| 姓 名  | 性 別 | 任 期            | 異動原因     |
| 王萬全 | 男    | 1945/12～1948/12 | 調 職        |
| 黃碧玉 | 男    | 1948/12～1949/12 | 辭 職        |
| 丁春波 | 男    | 1949/12～1956/12 | 調職省教育廳 |
| 賈守勗 | 男    | 1956/12～1960/05 | 調職臺南農校 |
| 駱美光 | 男    | 1960/05～1961/07 | 辭 職        |
| 王築辰 | 男    | 1961/07～1961/10 | 辭兼代       |
| 許溢明 | 男    | 1961/10～1965/09 | 調職新豐高中 |
| 曾迺敦 | 男    | 1965/09～1967/12 | 仙 逝        |
| 蘇德源 | 男    | 1967/12～1969/03 | 辭兼代       |
| 齊柏庭 | 男    | 1969/03～1969/07 | 辭 職        |
| 任藝華 | 男    | 1969/07～1972/02 | 調 職        |
| 紀庚錚 | 男    | 1972/02～1976/04 | 辭 職        |
| 洪清煌 | 男    | 1976/04～1976/09 | 辭兼代       |
| 賈守勗 | 男    | 1976/09～1984/02 | 退 休        |
| 黃銀德 | 男    | 1984/02～1991/02 | 調職臺南高商 |
| 陳春雄 | 男    | 1991/02～1996/08 | 調職臺南高農 |
| 林耕年 | 男    | 1996/08～2004/07 | 退 休        |
| 蕭惠蘭 | 女    | 2004/08～2008/07 | 調職新豐高中 |
| 蔡天德 | 男    | 2008/08～2012/07 | 調職西螺農工 |
| 陳啟聰 | 男    | 2012/08～2020/07 | 調職臺南高工 |
| 林聰明 | 男    | 2020/08～2024/07 | 調職臺南高商 |
| 陳志清 | 男    | 2024/08～迄今    |              |

## 外部連結
- 中華民國國立中等學校列表
- 國立新化高級工業職業學校 （页面存档备份，存于）

1. ↑  . 教育百科. （原始内容存档于2019-07-30）.